# Rasparašnjak
Koordinati:   43°40′56″N, 15°35′10″E
Rasparašnjak je majhen nenaseljen otoček v Jadranskem morju.
Pripada Hrvaški.
Otoček, na katerem stoji svetilnik in se v nekaterih zemljevidih imenuje tudi Raparašnjak, leži okoli 1 km severozahodno od rta Žirje na istoimenskem otoku. Površina otočka meri 0,022 km². Dolžina obalnega pasu je 0,56 km.
Iz pomorske karte je razvidno, da svetilnik oddaja svetlobni signal B Bl 4s. Nazivni domet svetilnika je 7 milj.